# Ilha da Sociedade de Geografia
A ilha da Sociedade de Geografia (em dinamarquês:  Geografisk Samfund Ø) é uma ilha desabitada na costa oriental da Gronelândia. A norte fica a ilha Ymer e a sul Traill Ø. A oeste, no fiorde Kong Oscar, fica a ilha Ella.
A ilha é montanhosa, sendo o ponto mais alto denominado Svedenborg Fjeld, com 1730 m de altitude. Com os seus 1717 km2, é a sexta maior da Gronelândia e a 228.ª maior do mundo.
A ilha da Sociedade de Geografia faz parte do Parque Nacional do Nordeste da Gronelândia (que inclui toda a parte nordeste da Gronelândia).